# 格蘭特鎮區 (密蘇里州考德威爾縣)
格蘭特鎮區（英語：Grant Township）是位於美國密蘇里州考德威爾縣的一個行政鎮區。

## 地方資料
格蘭特鎮區的面積為93.62平方千米，皆為陸地。根據2020年美國人口普查的數據，當地共有人口1390人，而人口密度為每平方千米14.85人。